# Carry van Biema

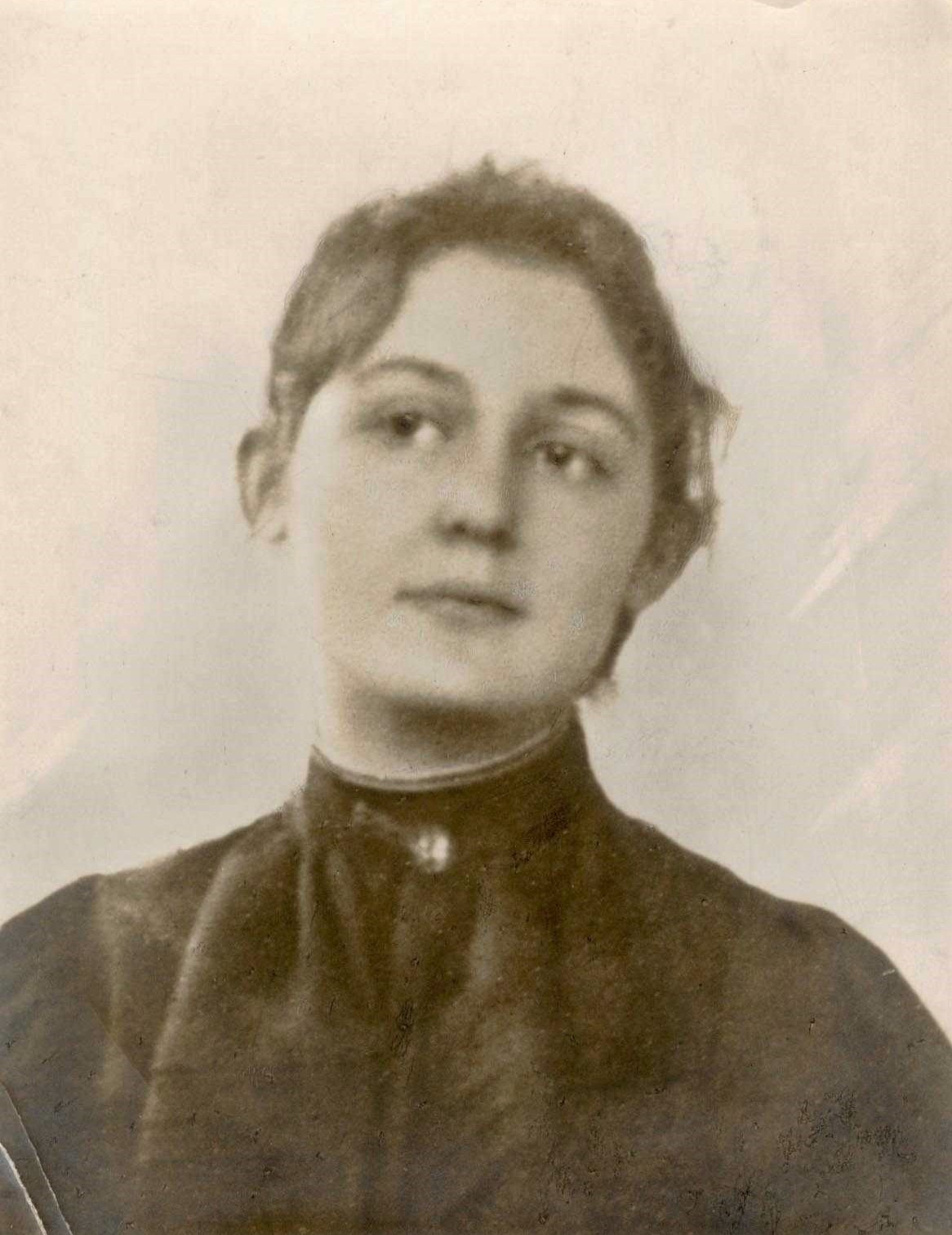
Carry van Biema. 15 años

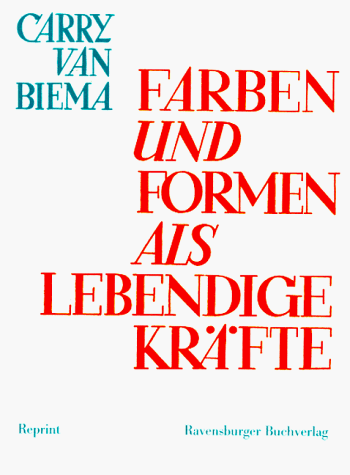
Carry van Biema. Colores y formas como fuerzas vivas

 Carry van Biema ( Hannover, 17 de octubre de 1881; Auschwitz, 31 de agosto de 1942) fue una pintora, escritora y profesora judío-alemana.

## Vida y trabajo
Biema era la mayor de los cuatro hijos del abogado y notario Adolf van Biema y su esposa Hedwig Burg. Después de un aprendizaje en la Asociación de Comercio de Hannover, viajó a La Haya a la edad de diecisiete años para continuar su educación en la Academia de Bellas Artes, ya que las mujeres no fueron admitidas en las academias oficiales en Alemania hasta 1919. Vivió en los Países Bajos de 1898 a 1902 y fue inscrita en el registro de la Academia de La Haya en el curso de pintura de verano de 1900. Entre sus compañeros de estudios se encontraban Truus de Bloeme, Attie Dyserinck y Nellie Smit.

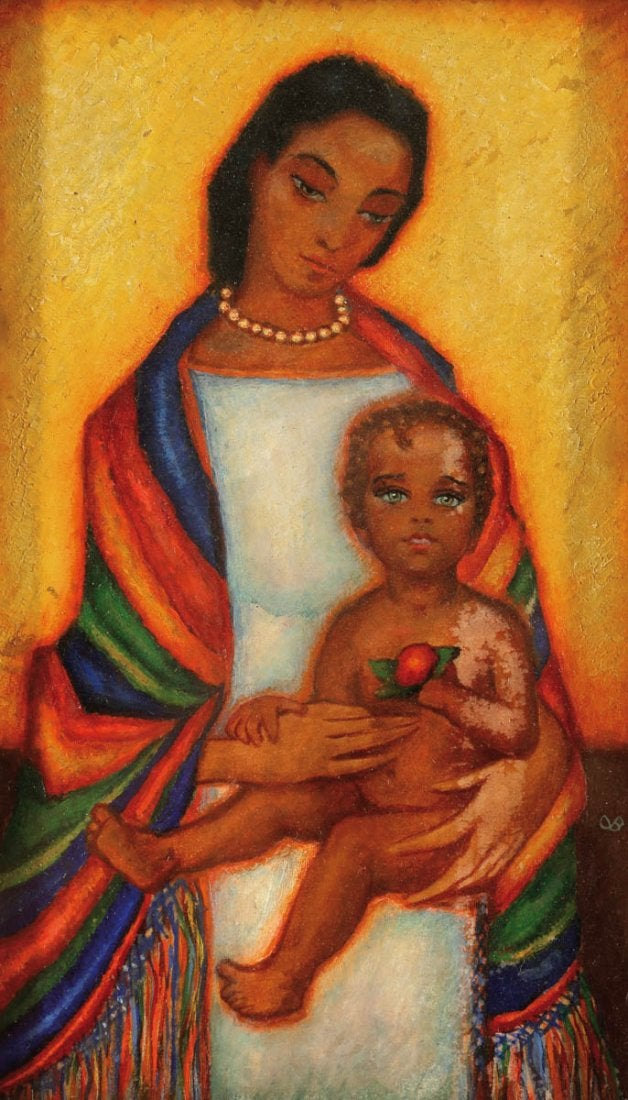
Carry van Biema. Madre y niño, 1930.

## Actividad en Hannover
Después de su formación en La Haya, recibió lecciones privadas en la Escuela de Pintura Meyer de Hannover de 1903 a 1910. Desde 1910 expuso en la Asociación de Arte de Hannover, desde 1916 en la Kestner Society y desde 1917 en la Hannover Secession. En 1908 comenzó a dar clases privadas a sus propios alumnos entre los que se encontraba  la pintora Aenne Pahl. De 1914 a 1919 Biema estudió en la Academia de Stuttgart con Adolf Hölzel.  Su ingreso a la Secesión de Hannover fue rechazado a principios de 1919, pero continuó participando en las exposiciones de la Sociedad Kestner. Desde 1927 fue miembro de Gedok Hannover, la comunidad de asociaciones de artistas alemanes y austriacos de todos los géneros artísticos. Dio conferencias y contó con varios miembros de Gedok entre sus alumnos, entre ellos Elly Schumann, que murió en 1929 y Else Rose, que fue deportada a Varsovia en 1942.
En 1921, Biema fue invitada a participar en la primera exposición de Domburgo, que se organizó en Walcheren, en la localidad costera de Domburgo, por iniciativa de Jan Toorop. Desde octubre de 1921 hasta enero de 1922, Biema impartió cursos y conferencias sobre Hölzel en la Nederlandsche Kunstweefschool de La Haya. Publicó varios artículos sobre, entre otras cosas, la teoría del color de Hölzel y Goethe. Su libro Colores y formas como fuerzas vivas, publicado en 1930, se agotó rápidamente y las últimas copias fueron destruidas por los nacionalsocialistas en 1933. Además de impartir cursos y escribir, Biema escribió una autobiografía. En 1926 envió el primer borrador al escritor austriaco Stefan Zweig. Biema volvió a editar la novela Oramuro en 1941 y envió el manuscrito a una editorial holandesa dirigida por el editor Van Tricht en 1942. Durante los meses de verano visitó varias veces la colonia de pintores de Schwalenberg del paisajista berlinés Hans Licht en la Künstlerklause de Schwalenberg. En 1932 dirigió un grupo de trabajo para estudiar la teoría del color de Goethe en el Instituto Central de Educación de Berlín y continuó ayudando a organizar exposiciones de la Sociedad Kestner y la Asociación de Arte de Hannover.

## Estancia en España y Holanda
Biema pasó cada vez más tiempo en el extranjero, particularmente en España. Según el padrón de población de Hannover, se trasladó a Barcelona el 1 de mayo de 1933, donde realizó una exposición individual en las Galerías de Arte Syra. Después de dar una conferencia final en Berlín en enero de 1938, emigró a los Países Bajos en abril de 1938. Allí, el periodista y luchador de la resistencia Henk van Randwijk y Jean François van Royen la apoyaron en sus esfuerzos por obtener un permiso de residencia permanente. Se mudó varias veces de 1938 a 1942, de La Haya a Voorburg, luego a Baarn y en 1940 a Utrecht.

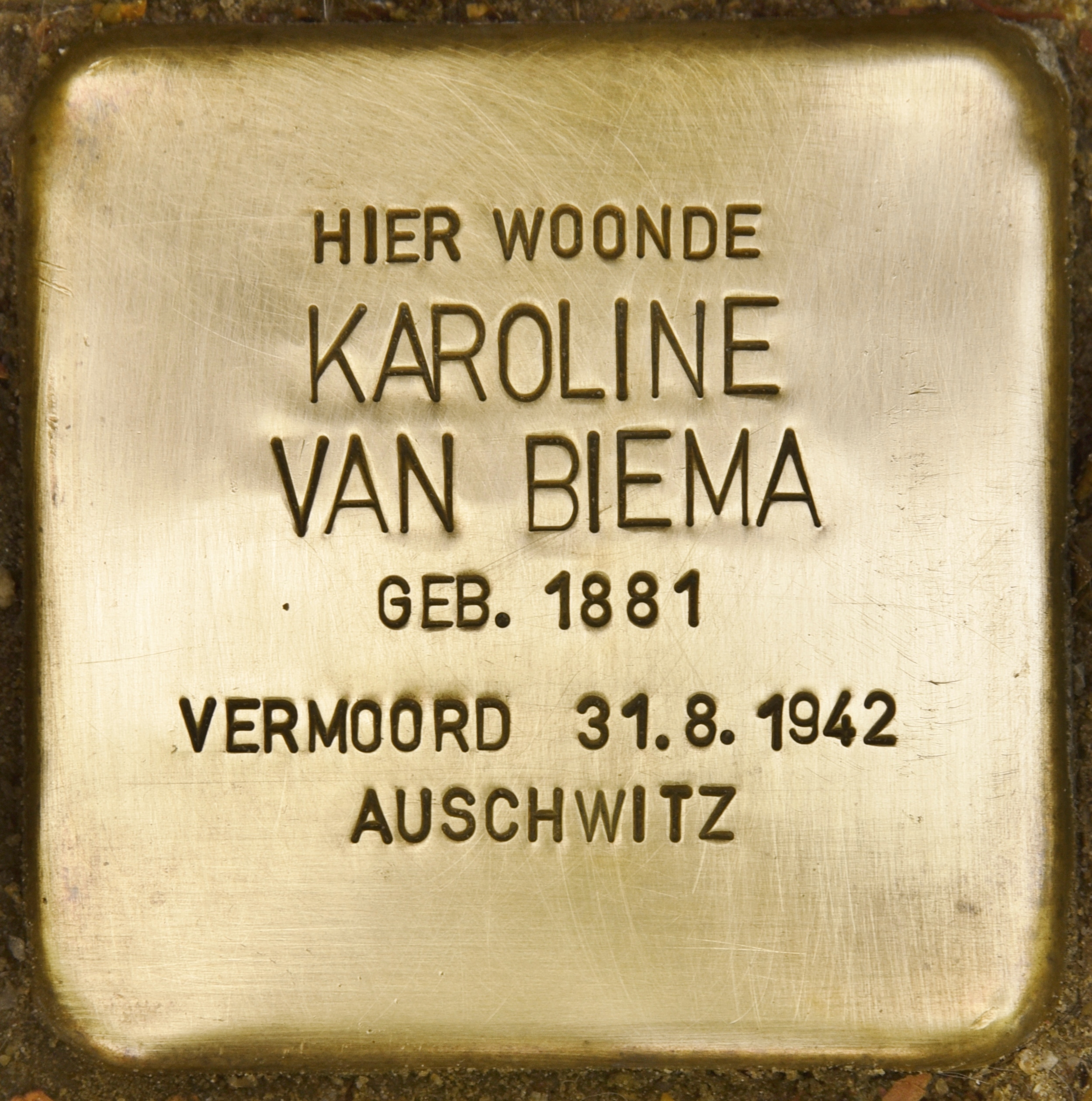
Placa para Carry van Biema

El 29 de junio de 1942 se anunció en los periódicos holandeses que todos los judíos de los Países Bajos serían deportados a campos de trabajo en Alemania a través del campo de tránsito de Westerbork. El 26 de agosto de 1942, Biema fue trasladada de Utrecht al campo de tránsito de Westerbork y dos días después deportada al campo de concentración de Auschwitz-Birkenau. Fue asesinada en la cámara de gas inmediatamente después de su llegada el 31 de agosto de 1942. Su hermana Margarete van Biema fue la única de cuatro hermanos que sobrevivió al Holocausto con su madre huyendo a Bruselas.

## Después de su fallecimiento
Su hermana Margarete van Biema se puso en contacto con Van Tricht en 1946 e intentó recopilar las obras y documentos de los amigos de su hermana. De 1946 a 1951 mantuvo correspondencia con Van Tricht sobre la publicación de Oramuro y una posible nueva edición del libro de texto de Biema, pero ninguno de los libros se publicó.
Después de intentos fallidos de colocarlas en un archivo en Ámsterdam o Hannover, las obras completas de Biema permanecieron en posesión de la familia hasta una subasta actual

## Obras (selección)
- Madre con dos hijos en un paisaje montañoso, 1931
- Madre con dos hijos frente a un paisaje montañoso, 1931
- Madre con dos hijos sentada frente a un paisaje de montaña, 1931

## Publicaciones (selección)
- Colores y formas como fuerzas vivas.
- La teoría del color de Goethe en la práctica del educador artístico.

## Literatura
- Francisca van Vloten: Carry van Biema (1881-1942): retrato de una artista alemana olvidada.
- Ling Zhu: Las obras de arte como estructuras de tensión: un estudio de la tensión visual y su relación con la tensión psicológica.

## Enlaces web
- Carry van Biema(1881-1942): No hay descripciones
- Biografía en Kunsthandel Koskull
- El apogeo de la colonia de pintores entre las guerras mundiales.